# Marie Luv
Marie Luv (* 1. listopadu 1981, Hacienda Heights, Kalifornie), vlastním jménem Quiana Marie Bryant je americká pornoherečka.

## Ocenění a nominace
- 2007 AVN Award – Best Group Sex Scene, Video - Fashionistas Safado: The Challenge.[1]
- 2008 Urban X Award (joint winner) – Best Anal Performer[2]
- 2010 XRCO Award – Unsung Siren[3]